# Роберт Руст
Роберт Руст (нід. Robert Roest, нар. 30 жовтня 1969, Суст) — нідерландський футболіст, що грав на позиції захисника. По завершенні ігрової кар'єри — тренер.

## Клубна кар'єра
У дорослому футболі дебютував 1988 року виступами за команду клубу «Утрехт», в якій провів шість сезонів, взявши участь у 149 матчах чемпіонату. Більшість часу, проведеного у складі «Утрехта», був основним гравцем захисту команди.
1994 року Руст перейшов у бельгійський «Беверен», де провів один сезон, після чого повернувся на батьківщину, де провів ще шість сезонів, граючи за «Фортуна» (Сіттард). З 2001 року знову став грати за рідний «Утрехт», з яким 2003 року виборов титул володаря Кубка Нідерландів.
Завершив професійну ігрову кар'єру в клубі «Апелдорн», за який виступав протягом 2003—2006 років. В цілому за кар'єру він зіграв 464 гри чемпіонату, забивши 33 голи.

## Виступи за збірну
Протягом 1990—1992 років залучався до складу молодіжної збірної Нідерландів, з якою став чвертьфіналістом молодіжного чемпіонату Європи 1992 року.

## Кар'єра тренера
Розпочав тренерську кар'єру невдовзі по завершенні кар'єри гравця, 2007 року як тренер молодіжної команди клубу «Утрехт», де пропрацював з 2007 по 2014 рік.
З 2014 року очолює невеличкі аматорські клуби «Де Мерн» та «Амкерк».

## Титули і досягнення
- Володар Кубка Нідерландів (1):

«Утрехт»: 2002–03